# Mazama bororo
Mazama bororo är ett hjortdjur i släktet spetshjortar som förekommer i östra Brasilien.
Artens utbredningsområde ligger i skogar nära Atlanten i de brasilianska delstaterna São Paulo och Paraná. Kanske förekommer arten i angränsande delstater. Populationens karyotyp skiljer sig tydlig från andra spetshjortar som förekommer i regionen och därför godkänns den sedan 1996 som art.
Individerna blir i genomsnitt 106 cm långa (huvud och bål), har en kort svans och en mankhöjd av cirka 58 cm. Den genomsnittliga vikten är 25 kg. Arten liknar Mazama americana i utseende men pälsens rödaktiga färg är mera jämn, bara ovanför fötterna finns mörka skuggor. Mazama bororo påminner främst om hybrider av Mazama americana och Mazama nana som avlades fram i fångenskap.
Denna hjort hotas av skogsavverkningar. Hela beståndet uppskattas vara mindre än 4500 individer. IUCN listar arten som sårbar (VU).